# Roststjärtad plattnäbb
Roststjärtad plattnäbb (Ramphotrigon ruficauda) är en fågel i familjen tyranner inom ordningen tättingar.

## Utbredning och systematik
Fågeln förekommer från sydöstra Colombia till södra Venezuela, Guyanaregionen, norra Bolivia och Amazonområdet i Brasilien. Den behandlas som monotypisk, det vill säga att den inte delas in i några underarter.

## Status
IUCN kategoriserar arten som livskraftig.